# Secretaría General de Inmigración y Emigración
La Secretaría General de Inmigración y Emigración (SGIE) de España fue el órgano directivo del Gobierno de España al que le correspondía desarrollar las políticas de extranjería, inmigración y emigración. Durante su primera etapa (2011-2018) dependía directamente del Ministro de Empleo y Seguridad Social, mientras que en sus últimos años (2018-2020) se integró en la Secretaría de Estado de Migraciones del Ministerio de Trabajo, Migraciones y Seguridad Social.

## Historia
La SGIE se crea por primera vez en diciembre de 2011 asumiendo las funciones de la Secretaría de Estado de Inmigración y Emigración. Originalmente, solo estaba formada de un único órgano directivo, la actual Dirección General de Migraciones. Poseía, sin embargo, órganos inferiores como un Gabinete Técnico y las subdirecciones generales de Planificación y Gestión Económica y de Régimen Jurídico.
El cambio más relevante lo sufrió en verano de 2018, cuando el cambio de gobierno provoca que la SGIE pase a depender de la Secretaría de Estado de Migraciones y se le añade la nueva Dirección General de Integración y Atención Humanitaria, destinada a mejorar el trato de los migrantes.
Fue suprimida en enero de 2020.

## Estructura
De la Secretaría General de Inmigración y Emigración dependían los siguientes órganos:
- La Dirección General de Migraciones.
- La Dirección General de Integración y Atención Humanitaria.
- La Subdirección General de Planificación y Gestión Económica, que asume la planificación de las actuaciones de contenido económico y de organización, informe y propuesta sobre las necesidades de recursos humanos y la coordinación de los sistemas de información al ciudadano; la elaboración de la propuesta de anteproyecto de presupuestos y el seguimiento de la ejecución presupuestaria; la gestión económica de los expedientes de gasto con cargo a los créditos de la Secretaría General y las funciones de habilitación y tesorería inherentes a su Caja pagadora; y la coordinación interna y seguimiento de los fondos comunitarios gestionados en la SGIE.
- La Subdirección General de Régimen Jurídico, que se encarga de la elaboración de proyectos normativos y la realización de informes sobre materias relacionadas con la inmigración y la emigración, de la preparación de propuestas normativas relacionadas con la elaboración, aprobación, transposición y aplicación de normas de la Unión Europea o de ámbito internacional, en materias de su competencia, de la coordinación de la actuación de la Secretaría General en el ámbito de la Unión Europea así como en los de otras organizaciones internacionales en materia de migraciones, sin perjuicio de las competencias de la Secretaría General Técnica al respecto, de la elaboración de instrucciones de desarrollo normativo en el ámbito de la Secretaría General dirigidas a los órganos periféricos de la Administración General del Estado y de la coordinación, como punto de contacto nacional, de la Red Europea de Migración en España.

### Organismos adscritos
- El Observatorio Permanente de la Inmigración.
- La Comisión Laboral Tripartita de Inmigración.

## Titulares
Desde su creación a finales de 2011, únicamente dos personas han ocupado la titularidad de la secretaría general:
- Marina del Corral Téllez (13 de enero de 2012[5] - 19 de junio de 2018)[6]
- Agustín Torres Herrero (30 de junio de 2018-30 de enero de 2020)[7]